# Taxus cuspidata
O teixo-japonês (Taxus cuspidata) é uma planta venenosa do gênero Taxus nativa do Japão, Coreia, nordeste da China e extremo sudeste da Rússia.
É uma árvore ou arbusto largo de folhas persistentes de 10 a 18 metros de altura e tronco de 60 cm de diâmetro.

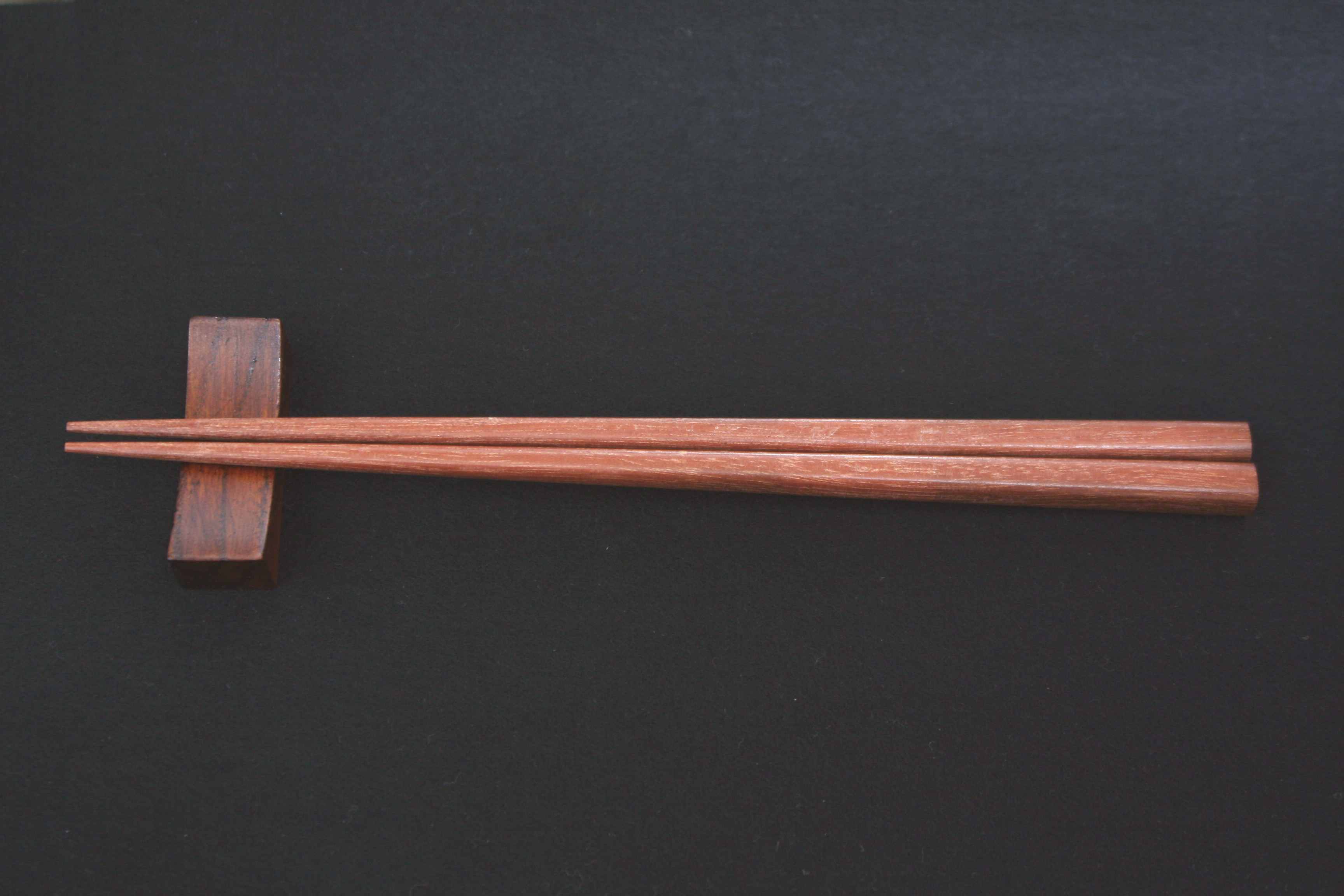
Hashis de Taxus cuspidata

É uma planta ornamental cultivada no leste da Ásia e América do Norte.
Todo o arbusto é venenoso o bastante para matar um cavalo, exceto os frutos.
A madeira do T. cuspidata é bem resistente, dura e durável. Resiste bem à ação da água.

## Ligações externas

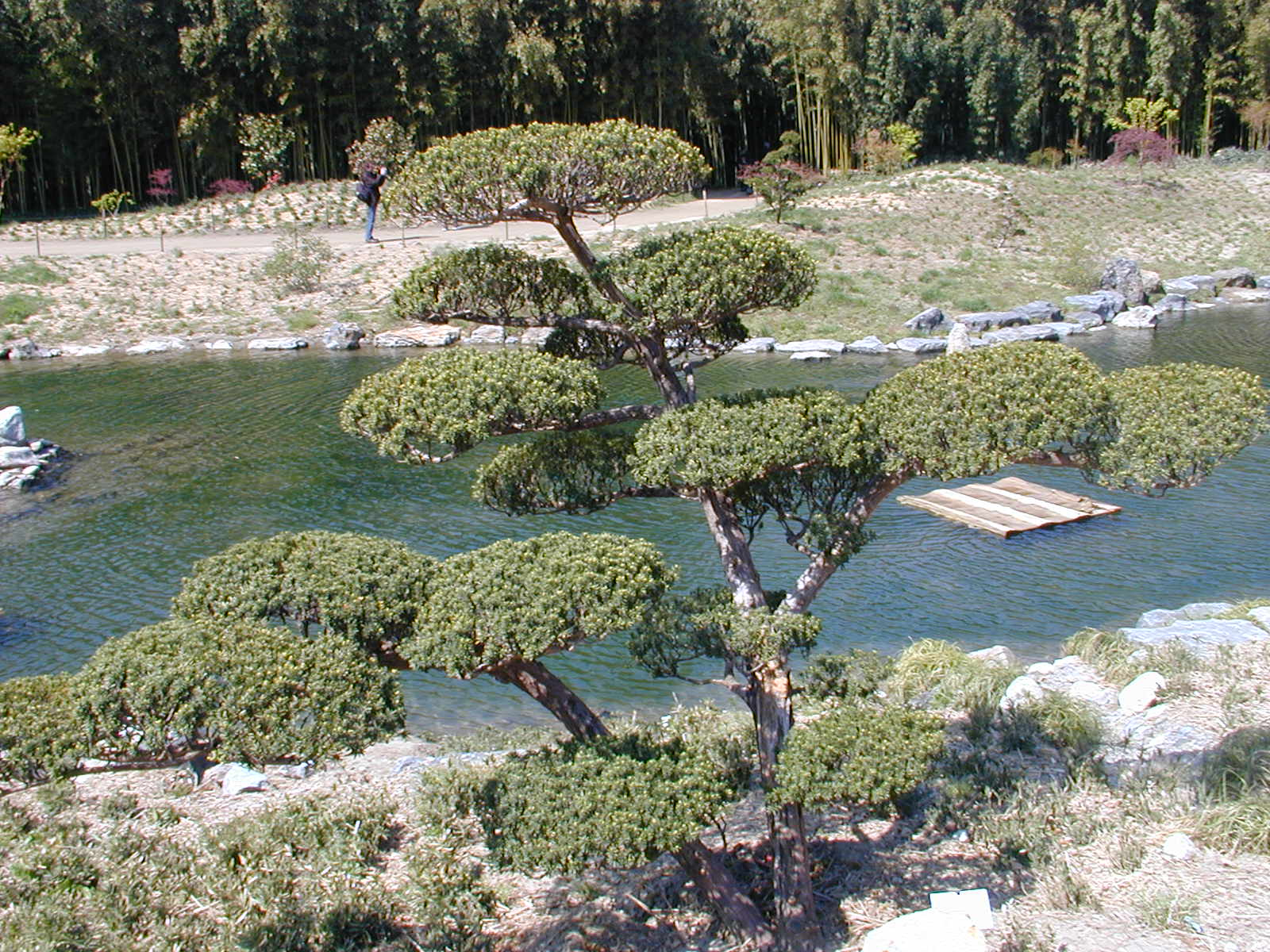